# الهروب إلى جهنم
الهروب إلى جهنم وقصص أخرى هي مجموعة مقالات لمعمر القذافي، نُشرت الترجمة الإنجليزية عام 1989. وتُرجمت من نسخة فرنسية عام 1996 من النص المشتق من النسخة العربية الأصلية. يحتوي الكتاب على مقدمة كتبها الصحفي بيير سالينجر [الإنجليزية]. وُصف الكتاب بأنه "حقيبة صغيرة من المقالات القصيرة والقصص الرمزية والقطع المعلقة وأجزاء من الفكر المجرد حول الدين والسياسة."